# Соболев, Егор Викторович
Его́р Ви́кторович Со́болев (укр. Єгор Вікторович Соболєв, род. 26 февраля 1977 года, Краснодар, РСФСР, СССР) — украинский общественный деятель, бывший журналист. Народный депутат Верховной рады Украины VIII созыва. Соучредитель Общественного люстрационного комитета. Глава комитета Верховной рады по вопросам предотвращения и противодействия коррупции (до 7 декабря 2017 года).

## Биография
Родился 26 февраля 1977 в Краснодаре. При рождении имел фамилию Зимин, как у отца Анатолия, который был хирургом. Когда Егору был один год, отец погиб, и мать Елена (переводчик с английского), переехала в Донецк. После того, как мать вышла замуж во второй раз, Егор сменил фамилию и отчество, отчимом стал столяр Виктор Соболев. После Чернобыльской катастрофы семья выехала на Сахалин в город Чехов. В 1993 году поступил в Южносахалинский государственный педагогический институт на специальность «История и социология». Отучившись два курса, в 1995 году оставил учёбу и переехал к бабушке на Украину, где начал работать сначала рекламным агентом, а затем корреспондентом газеты «Фемида-пресс» в Донецке. В 1995—1996 годах работал ведущим программы «Экономическая неделя» на донецком телеканале «7х7». Затем переехал в Киев, был корреспондентом отдела финансов киевской газеты «City». В 1997—1998 годах — экономический обозреватель газеты «Киевские ведомости».
В январе 1998 года был приглашён украинским экономическим журналистом Михаилом Коломийцем в деловое информационное агентство «Украинские новости». Работал там экономическим корреспондентом, затем шеф-корреспондентом. После самоубийства Коломийца в октябре 2002 года уволился и начал работать как независимый журналист.
С декабря 2003 года был политическим журналистом-корреспондентом газеты «Зеркало недели» и журнала «Корреспондент». Летом 2004 года был избран председателем Киевского независимого медиа-профсоюза, который смог инициировать протесты против цензуры на центральных телеканалах, получившие название «журналистская революция».
До 2003 года имел вид на жительство на Украине, а в 2004 году получил гражданство. В октябре 2017 года народный депутат из БПП Иван Винник обратился с запросом в МИД РФ по поводу паспорта Соболева. Посольство России в Киеве ответило, что «сведений о выходе Соболева из российского гражданства в установленном порядке не имеет».
Во время президентских выборов 2004 года по просьбе «5 канала» освещал как независимый журналист работу избирательного штаба Виктора Януковича, куда репортёров канала отказались допускать. В январе 2005 года был приглашён шеф-редактором Андреем Шевченко на «5 канал», где проработал до 1 февраля 2008 года. Сначала был специальным корреспондентом, затем — соавтором программы «Час: важливо», создал авторскую программу «Чи на п’ять?». С января 2007 года стал одним из двух ведущих самой популярной на канале телепрограммы «Час». В течение года у него были серьёзные споры с владельцем канала Петром Порошенко из-за попыток последнего запретить освещать часть важных тем, в частности, конфликты внутри пропрезидентского блока «Наша Украина — Народная самооборона», подкуп избирателей Блоком Литвина, увольнение ведущего канала Игоря Слисаренко.
1 октября 2007 года после обсуждения в программе «Час» рекордной по размеру раздачи земли Киевсоветом Леонида Черновецкого Пётр Порошенко посоветовал Соболеву искать другую работу. В январе 2008 года программа была закрыта и восстановлена лишь после того, как Соболев уволился с канала.
В марте 2008 года Егор Соболев принял предложение издательства «Экономика» возглавить портал delo.ua на период его реформирования. 3 июля 2008 года Соболев был назначен польскими менеджерами главным редактором ТРК «Новости» телевизионной группы «Украина», принадлежащей группе «Систем Кэпитал Менеджмент» донецкого миллиардера Рината Ахметова. Пробыл на этой должности только 2 часа и в тот же день менеджмент ТРК «Украина» без объяснения причин разорвал с ним контракт.
В августе 2008 года Соболев основал «Бюро журналістських розслідувань „Свідомо“», которое стало проводить расследования для местных газет. В 2011 году Соболев создал общественную организацию «Громадянська служба „Свідомо“».

## Уход в политику
В июле 2013 года Соболев объявил о завершении журналистской карьеры и переходе в политику. В июне 2013 года стал одним из инициаторов создания новой политической организации «Воля», которая стала одним из организаторов студенческого Евромайдана. Егор Соболев был его дневным комендантом. После разгона студенческого Евромайдана стал одним из членов Рады Майдана, которую сформировали лидеры оппозиционных партий того времени с гражданскими активистами для координации действий. 30 ноября 2013 года на Майдане у него случился сердечный приступ, однако, несмотря на это, Соболев вскоре выступил на митинге.

## Работа в парламенте
В июне 2014 года вместе с Викторией Сюмар и рядом общественных активистов на основе общественного движения создал партию «Воля», которая в блоке с партией «Самопомощь» на парламентских выборах в октябре 2014 года заняла третье место. Соболев стал депутатом, пройдя под № 13 в избирательном списке, и заместителем главы парламентской фракции Политической партии «Объединение „Самопомощь“».
В декабре 2014 года был избран председателем Комитета по вопросам предотвращения и противодействия коррупции.
Во время дискуссий в Верховной раде по отмене виз для украинцев Европейским Союзом заявил о намерении сдать свой дипломатический паспорт, пока визы не будут отменены для всех граждан.
14 января 2015 Соболев инициировал отставку Генерального прокурора Украины Виталия Яремы, организовал сбор подписей народных депутатов. Через три недели, 6 февраля, Виталий Ярема подал президенту заявление об увольнении и был уволен.
В декабре 2014 — феврале 2015 года возглавлял рабочую группу по разработке и выступил соавтором Закона Украины № 1660-д «О внесении изменений в некоторые законодательные акты Украины относительно обеспечения деятельности Национального антикоррупционного бюро и Национального агентства по вопросам предотвращения коррупции».
12 февраля 2015 года в кулуарах Рады Соболев в процессе обсуждение законопроекта о земельной реформе подрался с депутатом от фракции «Батькивщина» Вадимом Ивченко. В результате драки у Ивченко пошла из носа кровь, а у Соболева была разбита губа, их разнимала охрана. Как объяснил сам Соболев, инцидент произошел из-за того, что Ивченко «имел наглость прийти убеждать голосовать фракцию Самопомощь за законопроект 1159» и из-за борьбы против принятия закона, который позволял быстро разделить государственную землю бывшими регионалами, которых, на тот момент, было большинство в местных советах. Кроме того, Егор Соболев заявил, что Вадим Ивченко запустил против него компанию «травли» заказными материалами в прессе.
6 апреля 2015 стал соавтором «Проекта Закона об осуждении коммунистического и национал-социалистического (нацистского) тоталитарных режимов на Украине и запрет пропаганды их символики».
13 октября представил девять решений для «победы над коррупцией» на Украине.
22 декабря 2015 года Соболев, вместе с другими депутатами от «Самопомощи» принимавший участие в акции в знак протеста против результатов выборов в Кривом Роге, пытался провести в здание Рады группу своих сторонников. Когда этому воспрепятствовала охрана, он угрожал охранникам «гранатой» с использованием нецензурных выражений: «Вы тут гранату хотите, или что?». Сам депутат объяснил ситуацию произволом охраны, которые «снова превращаются в „Беркут“». Охранники заявили, что не имеют права никого пропускать без соответствующих документов. Спустя месяц, 20 января 2016 года, восемь жителей Кривого Рога объявили голодовку у стен Рады. 26 января во время заседания парламента украинские журналисты сфотографировали переписку народного депутата со своим помощником Богданом Бортаковым, в которой указывается, что голодающие просят от организаторов акции чай и еду.
Соболев стал первым депутатом на Украине, который подал электронную декларацию.
Одним из первых депутатов внутри парламентской фракции «Объединение „Самопомощь“» начал настаивать на выходе из коалиции.
19 февраля 2017 года Егор Соболев ударил полицейского и пытался сорвать с него шлем. Инцидент произошёл после задержания нескольких митингующих на площади Независимости в Киеве.
7 апреля 2017 года заместитель генерального прокурора — главный военный прокурор Анатолий Матиос обвинил Егора Соболева в подделке документов.
13 июля 2017 года Егор Соболев подрался с Олегом Ляшко у трибуны Верховной рады во время рассмотрения вопроса о Конституционном суде Украины.
24 октября 2017 года Генеральный прокурор Украины Юрий Луценко заявил, что не исключает возможность инициации снятия депутатской неприкосновенности с Егора Соболева за то, что тот избил участника силовой операции в Донбассе Ярослава Ходакивского (участвовавшего в боях в Донецком аэропорту) во время митинга у здания Верховной рады. Однако, по данным СМИ, стороны пришли к примирению.
6 декабря 2017 Антикоррупционный комитет Верховной рады проголосовал за увольнение Егора Соболева с должности главы этого комитета. За увольнение проголосовали 12 депутатов, ещё двое воздержались. Работа Соболева была признана неудовлетворительной. Глава представительства Европейский союза на Украине Юг Мингарелли́ отметил: «Мы обеспокоены тем, что большинство членов комитета по борьбе с коррупцией решили рекомендовать Раде уволить главу комитета господина Соболева». Обеспокоенность в связи с отставкой Соболева выразила директор-распорядитель МВФ Кристин Лагард. В результате за отставку Соболева с поста главы комитета проголосовало 256 депутатов. Один из инициаторов проекта постановления, народный депутат от БПП Иван Мельничук заявил, что при руководстве Егора Соболева данный комитет «перестал быть тем комитетом, который реально занимается борьбой с коррупцией», добавив, что многим депутатам на нём не дают возможности выступать, а слово даётся «только тем депутатам, которые выгодны для выступления председателю комитета».

### Деятельность в области люстрации
После событий Евромайдана при формировании нового правительства по решению Всеукраинского объединения «Майдан» 27 февраля 2014 года был назначен главой люстрационного комитета, который, однако, так и не получил официального статуса и работает как общественная организация.
Главным люстрационным законом, разработанным комитетом, стал Закон Украины «Об очистке власти». Он был принят Верховной радой 16 сентября, подписан президентом Украины Петром Порошенко 9 октября и вступил в силу 16 октября 2014 года.
11 декабря 2015 года Егор Соболев заявил, что потерял документ с оригиналами подписей за отставку Генерального прокурора Виктора Шокина. Эти подписи начали собирать в июне того же года. Согласно процедуре, для рассмотрения вопроса отставки необходимо собрать минимум 150 подписей народных депутатов.
Инициировал создание и обнародование списка под названием «Именем Украины», который содержит информацию обо всех уголовных производствах, созданных ГПУ, СБУ и МВД, против бывших и нынешних высокопоставленных[кто?] за террор граждан и хищения их средств в особо крупных размерах. 10 июля 2015 список был обнародован и представлен вместе с председателем правления Центра противодействия коррупции Виталием Шабуниным, публицистом Сергеем Ивановым, адвокатом Автомайдана Романом Маселко.
Вместе с другими парламентариями, общественными активистами и Общественным советом по вопросам люстрации при Министерстве юстиции добился отставок заместителей Министра внутренних дел Виталия Сакала, который курировал следствие, Сергея Чеботаря, который возглавлял штаб МВД и заместителя министра внутренних дел, а с ноября 2015 первого заместителя председателя национальной полиции — начальника криминальной полиции Василия Паскала.
1 ноября 2018 года был включен в список украинских физических лиц, против которых российским правительством введены санкции.

### Проверка сооружений вокруг Мариуполя
В апреле — мае 2015 года Соболев вместе с Семеном Семенченко провел проверки сооружения фортификаций вокруг Мариуполя. Одновременно инициировал отмену системы пропусков через линию фронта, которая стала источником коррупции, и создание эффективной электронной системы проверки паспортов.
После пяти недель борьбы участники протестов добились решения Верховной рады о назначении новых выборов в марте 2016 года, на которых всё равно победил Вилкул, значительно опередив Семенченко.

## Доходы
Согласно данным электронной декларации за 2017 год, Егор Соболев владел земельным участком площадью 800 м² и жилым домом площадью 136,9 м² (стоимостью 1,5 млн гривен) в селе Горбовичи Киево-Святошинского района Киевской области. Земельный участок в Горбовичах Егор Соболев внёс в декларацию в 2013 году, однако в государственном реестре указана дата 15 сентября 2015 года. Также у депутата был жилой дом площадью 54,2 м² в селе Белоцерковцы Пирятинского района Полтавской области. Соболев за год заработал в Верховной раде 254 653 гривен, ещё 252 825 гривен он получил в качестве компенсации за выполнение депутатских полномочий. От Фонда Ханнса Зайделя за поездку народный депутат получил 27 282 гривен. На счетах «Приватбанка» Соболев хранил 98 510 гривен. Его супруга, Мария Падалко, указала в декларации квартиру в Киеве площадью 47 м², автомобиль Suzuki New SX4 2017 года выпуска, стоимостью 528 тыс. гривен. За год на канале 1+1 Падалко заработала 531 478 гривен, а также получила другие гонорары и надбавки на сумму 39,7 тыс. гривен. Супруга депутата взяла кредит в «Креди Агриколь Банке» на сумму 376 955 гривен.

## Семья
Проживает с женой и тремя детьми в 2-комнатной квартире в Киеве. Имеет дачу в селе Горбовичи Киево-Святошинского района Киевской области.
Жена — украинская телеведущая Маричка Падалко. Воспитывают троих детей: Михаил (2007), Мария (2008), Екатерина (2010). Также Соболев имеет дочь от первого брака Алису (2002).
Мать, Елена Григорьевна (1956, Магадан), преподаватель английского и (названный) отец, Виктор Семёнович (1953, Чувашия), прораб, живут в Анапе. Брат Дмитрий (1986, Донецк), работает в Москве системным администратором.